# Zemský okres Lahn-Dill
Zemský okres Lahn-Dill (německy Lahn-Dill-Kreis) je zemský okres v německé spolkové zemi Hesensko, ve vládním obvodu Gießen. Sídlem správy zemského okresu je město Wetzlar. Má přibližně 254 tisíc obyvatel. 

## Města a obce
| Města: 1. Aßlar 2. Braunfels 3. Dillenburg 4. Haiger 5. Herborn 6. Leun 7. Solms 8. Wetzlar | Obce: 1. Bischoffen 2. Breitscheid 3. Dietzhölztal 4. Driedorf 5. Ehringshausen 6. Eschenburg 7. Greifenstein 8. Hohenahr 9. Hüttenberg 10. Lahnau 11. Mittenaar 12. Schöffengrund 13. Siegbach 14. Sinn 15. Waldsolms |